# Square des Mûriers
Le square des Mûriers est un square du 20e arrondissement de Paris, dans le quartier du Père-Lachaise.

## Situation et accès
Le site est accessible par le 8, rue des Pruniers.
Il est desservi par les lignes 2 et 3 à la station Père Lachaise.